# Antheraea sergestus
Antheraea sergestus är en fjärilsart som beskrevs av John Obadiah Westwood 1881. Antheraea sergestus ingår i släktet Antheraea och familjen påfågelsspinnare. Inga underarter finns listade i Catalogue of Life.